# Hydropsyche ornatula
Hydropsyche ornatula – owad wodny, chruścik z rodziny wodosówkowatych (Hydropsychidae). Larwy budują sieci łowne, są wszystkożernymi filtratorami, żyją w dużych rzekach potamal nizinnych. Gatunek rzadki i ginący w Europie oraz Polsce.